# Krogrännet
Krogrännet var ett långlopp på skridsko (långfärdsskridsko) arrangerat av Vallentuna Skridskoförening längs de gamla vintervägarna in mot Stockholm norrifrån, över Vallentunasjön, Norrviken, Edsviken och Brunnsviken. När landsvägen var ett lerdike eller var stenhård och ojämn hade sjöisarna ett bättre underlag för att med häst och släde ta sig mellan landsbygden och staden. Med jämna mellanrum fanns krogar där man kunde få mat och dryck: Gullbron vid nordvästra delen av Vallentunasjön, Edsbacka krog mellan Norrviken och Edsviken, Ulriksdals Wärdshus vid södra Edsviken, samt Stallmästaregården längst söderut vid Brunnsviken.
Loppet hade en normal sträcka på 30 kilometer, varav cirka 5 kilometer var vandring mellan sjöarna. Det gick första gången år 2000. Loppet har senare ställts in några gånger på grund av dålig eller obefintlig is. Det kördes hela vägen från Kvarnbadet i Vallentuna till Stallmästargården åren 2000-2001, 2003-2004, 2006, 2009-2010 och 2013. Från och med 2015 ändrades loppet så att start och mål var vid Stallmästargården, sedan åkte man Brunnsviken, Edsviken, Norrviken till Bollstanäs och därefter tillbaka samma väg till Stallmästargården. Loppets längd hade då ökat till cirka 40 km, varav ungefär 5,5 kilometer var vandring mellan sjöarna. Loppet kördes i denna nya sträckning åren 2016 och 2017.
År 2019 blev Krogrännet nedlagt. Webbsidan finns dock kvar för information om långfärdsskridskoåkning.

## Historik
- 2000: Loppet kördes den 6 februari från Kvarnbadet i Vallentuna till Stallmästargården.
- 2001: Loppet kördes den 4 februari från Kvarnbadet i Vallentuna till Stallmästargården.
- 2002: Loppet kördes den 3 februari med ändrad sträckning p.g.a. isläget: från Kvarnbadet i Vallentuna till Norrvikens IP med 1,5 varv på Norrviken.
- 2003: Loppet kördes den 2 februari från Kvarnbadet i Vallentuna till Stallmästargården.
- 2004: Loppet kördes den 1 februari från Kvarnbadet i Vallentuna till Stallmästargården.
- 2005: Loppet hade planerats att köras den 6 februari men fick ställas in p.g.a. isläget.
- 2006: Loppet kördes den 5 februari från Kvarnbadet i Vallentuna till Stallmästargården.
- 2007: Loppet hade planerats att köras den 4 februari men fick ställas in p.g.a. isläget.
- 2008: För första gången infördes reservdatum: loppet planerades till den 3 februari, sedan 10 och därpå 17 februari. Men den 16 februari fick loppet ställas in p.g.a. nästan total frånvaro av is.
- 2009: Loppet kördes den 1 februari från Kvarnbadet i Vallentuna till Stallmästargården.
- 2010: Loppet kördes den 7 februari från Kvarnbadet i Vallentuna till Stallmästargården.
- 2011: Loppet kördes den 6 februari med ändrad sträckning p.g.a. isläget: start vid Norrvikens IP, ett varv på Norrviken och sedan vidare till Stallmästargården.
- 2012: Loppet kördes den 5 februari med ändrad sträckning p.g.a. isläget: start och mål vid Norrvikens IP och två varv runt Norrviken.
- 2013: Loppet kördes den 3 februari från Kvarnbadet i Vallentuna till Stallmästargården.
- 2014: Loppet hade planerats att köras den 2 februari men fick ställas in p.g.a. isläget.
- 2015: Loppet hade planerats att köras den 1 februari men fick ställas in p.g.a. isläget. Detta år introducerades Krogrännets nya sträckning: Stallmästargården-Brunnsviken-Edsviken-Norrviken-Bollstanäs och tillbaka.
- 2016: Loppet kördes den 7 februari och det var första gången loppet faktiskt kördes längs den nya sträckningen Stallmästargården-Brunnsviken-Edsviken-Norrviken-Bollstanäs och tillbaka till Stallmästargården.
- 2017: Loppet kördes den 5 februari från Stallmästargården till Norrviken (Bollstanäs) och tillbaka till Stallmästargården.
- 2018: Loppet hade planerats att köras den 4 februari men fick ställas in p.g.a. isläget.
- 2019: Krogrännet nedlagt.